# Andrea Koevska
Andrea Koevska (makedonska: Андреа Коевска), även känd under mononymen Andrea, född 14 februari 2000 i Skopje, är en makedonsk sångerska. Hon representerade Nordmakedonien i Eurovision Song Contest 2022 i Turin med låten "Circles".
Andreas mamma är läkare och hennes pappa är juridikprofessor.